# Лоренцо ди Джовани де Медичи
Вижте пояснителната страница за други личности с името Лоренцо де Медичи.
Лорèнцо ди Джовàни де Мèдичи, наречен Лоренцо Стари (на италиански: Lorenzo di Giovanni de’ Medici; Lorenzo il Vecchio; * ок. 1395 във Флоренция, Флорентинска република; † 23 септември 1440, Кареджи, пак там) е банкер от фамилията Медичи, родоначалник на кадетския клон на Медичите на име Пополано (или Требио).
Клонът Пополано се издига до почести с Козимо I след изчезването на главния клон – този на Кафаджоло със смъртта на Алесандро де Медичи през 1537 г. От Пополано по-късно произлизат великите херцози на Тоскана. Така Лоренцо Стари е прародител на всички велики херцози на Тоскана чрез своя пряк потомък Козимо I де Медичи. Той също така е прародител на седем крале на Франция, започвайки с Луи XIII в резултат на брака на Мария де Медичи с френския крал Анри IV.

## Произход
Той е най-малкият син на Джовани ди Бичи де Медичи (* 1360, † 1429), основател на Банката на Медичите, и на съпругата му Пикарда Буери (* 2-ра пол. на XIV век, † 1433). Негови баба и дядо по бащина линия са Аверардо ди Киарисимо де Медичи, търговец на вълна, и Якопа (или Джована) Спини, а по майчина – Едоардо Буери от древно флорентинско семейство и съпругата му. Има трима братя:
- Козимо, нар. Козимо Стари или Баща на родината (* 1389, † 1464), политик и банкер, първият господар де факто на Флоренция и първият значим държавник от Дом Медичи; от 1415 съпруг на Контесина де Барди, от която има двама сина.
- Дамиано († 1390 като малък), вероятен близнак на Козимо
- Антонио († 1398 като малък)

## Биография
Негов учител е Карло Марсупини – хуманист и канцлер на Флорентинската република.
През 1416 г. Лоренцо се жени за Джиневра дей Кавалканти, дъщеря на Джовани ди Америго дей Кавалканти. За да отпразнува техния брак, венецианският хуманист Франческо Барбаро написва своя трактат De Re Uxoria – анализ на брака, който продължава да се публикува в продължение на векове. От нея той има двама сина: Франческо, който не създава потомство, и Пиерфранческо де Медичи Стари (* 1430, † 1476), от когото кадетският клон на семейството продължава да се развива.
Лоренцо се грижи преди всичко за основаната от баща му силна и печеливша банка на Медичите. Политически в сянката на своя брат, той все пак заема някои позиции: през 1431 г. е член на 10-те на Балия (извънредна магистратура), през 1429 е посланик във Венеция, през 1431 г. е в Рим при новоизбрания папа Евгений IV и през 1438 г. е във Ферара при същия понтифекс, за да издейства преместването на църковния събор от Базел/Ферара във Флоренция.
Той е много близък с брат си Козимо, следвайки го в пътуванията му до Ферара, Верона и Венеция по време на чумната епидемия във Флоренция (1430 г.). През 1433 г. е във Вилата на Медичите в Требио (днес в Скарперия а Сан Пиеро), когато Козимо е арестуван по обвинения в тирания и Лоренцо се опитва да събере армия, за да се върне насила във Флоренция, но е разубеден. Затова Лоренцо решава да събере отново децата си и тези на Козимо и се присъединява към него във Венеция. През 1434 г. се завръща триумфално с Козимо във Флоренция, където Козимо поема властта.
През 1435 г. той се премества в Рим, за да следи отблизо делата на Банката на Медичите с папата, като депозитор на приходите на Апостолическата камара.
Според източниците от онова време той е човек в добро здраве (за разлика от клона на брат си Козимо, който страда от наследствени заболявания), активен и любител на провинцията, лова и кучетата, и поради тази причина често отсяда във Вилите на Медичите.
Умира през 1440 г. на около 45-годишна възраст във Вилата на Медичите в Кареджи (близо до Флоренция) и е погребан в семейната църква – базиликата Сан Лоренцо в града. След смъртта му децата му преминават под опеката на чичо им Козимо.

## Брак и потомство
∞ за Джиневра дей Кавалканти, дъщеря на Джовани ди Америго дей Кавалканти и Костанца Маласпина, от която има двама сина и една дъщеря:
- Пиерфранческо Стари (* 1415 или 1430, Флоренция, Флорентинска република; † 19 юли 1476, Флорентинска република), банкер и политик; ∞ 1451 за Лаудомия Ачайоли, дъщеря на флорентинския дипломат и политик Аньоло Ачайоли и на Сарачина Джакомини-Тебалдучи, от която има двама сина.
- Франческо († пр. 1440), ∞ за Мария Гуалтероти, дъщеря на Бартоломео Гуартероти
- Елеонора

## Лоренцо Стари в културата
Той е един от главните герои на първия сезон на телевизионния сериал Медичите: Господари на Флоренция (Medici: Masters of Florence) (в ролята: Стюарт Мартин), в края на който е убит, след като разкрива заговора, организиран от банкера Андреа де Паци.